# Guillecrinus
Genre
Guillecrinus est un genre de Crinoïdes (Échinodermes) de la famille des Guillecrinidae.

## Systématique
Le genre Guillecrinus a été créé en 1985 par le zoologiste français Michel Roux (d) avec pour espèce type Guillecrinus reunionensis.

## Description et caractéristiques
Les deux espèces de ce genre sont des comatules qui ont la particularité d'être sessiles : comme les crinoïdes non comatules, elles ont restauré l'usage d'une tige calcaire au bout de laquelle se trouve la thèque et les cinq bras. Ce sont des espèces abyssales.

## Liste des espèces
Selon World Register of Marine Species (14 septembre 2021) :
- Guillecrinus reunionensis Roux, 1985 - espèce type
- Guillecrinus neocaledonicus Bourseau et al., 1991